# Ciclo di Chester
Il ciclo di Chester è una forma di drammatizzazione a carattere religioso che nacque nell'attuale Gran Bretagna nel Basso medioevo: la forma drammatica prevedeva l'utilizzo del verso e della lingua volgare.

## L'opera
Esso si compone di 25 rappresentazioni che iniziano con la caduta di Lucifero e terminano con il Giudizio Universale: altri argomenti sono la creazione, il peccato originale, Noè, Caino e Abele, Abramo e Isacco, Balaam e Balac; è inoltre presente un gruppo di rappresentazioni riguardanti i drammi sulla vita di Cristo, dall'annunciazione all'ascensione al cielo, inclusi una natività, un episodio sui pastori (Pastores), una strage degli innocenti, una resurrezione di Lazzaro, una rappresentazione che tocca vari avvenimenti dall'entrata in Gerusalemme alla cospirazione di Giuda, un'ultima cena con il tradimento, una rappresentazione della passione, una sui tormenti dell'inferno e una sulla resurrezione con il Quem quaeritis.